# Тентерфилд-терьер
Тентерфилд-терьер (англ. Tenterfield Terrier) — порода собак, выведенная в Австралии, предки тентерфилд-терьера сопровождали британских поселенцев на пути в Австралию на кораблях. Их использовали для охоты на крыс. Эти терьеры прекрасно подходили для жизни на борту корабля, где крысы и мыши представляют опасность распространения заболевания и угрозу для хранящегося продовольствия. В наши дни это сильные, активные, выносливые и ловкие собаки, их короткая шерсть делает их легкими в уходе собаками-компаньонами.

## История породы
Предки тентерфилд-терьера сопровождали первых европейских поселенцев Австралии, которые отплыли из Портсмута на юге Англии. Эти собаки использовались для уничтожения грызунов. Самые маленькие из них сопровождали переселенцев на кораблях и выполняли эту же функцию, так они прибыли в Австралию. Крупные собаки не смогли бы адаптироваться в тесной корабельной среде, где грызуны находили укромные уголки и щели. Маленькие терьеры имели преимущество. Миниатюрные представители породы фокстерьер подходили для этой роли, поскольку их разведение основывалось на охотничьих качествах и соответствовало новой задаче.
К концу XIX столетия тип собаки, известный как миниатюрный фокстерьер (известный как «мини-фокс»), широко использовался в сельской Австралии для убийства грызунов и как семейный компаньон. К 1920-м годам эта собака стала популярной и среди городских жителей.
Название «тентерфилд» не обозначает точное место происхождения этого терьера. Скорее, оно связано с известным заводчиком. Порода широко разводилась в северном Новом Южном Уэльсе и его окрестностях. Тентерфилд является одним из многих населённых пунктов в Австралии, в которых содержались маленькие терьеры этого типа. Город Тентерфилд имеет большое значение в истории Австралии, там была произнесена Речь Тентерфилда о независимости от Британии. Кроме того, владелец шорной мастерской, по имени Джордж Вулно, был увековечен своим внуком, артистом Питером Алленом как «Шорник из Тентерфилда». Жители Тентерфилда подтверждают, что мистер Вулно был владельцем и любил многих из этих терьеров, к сожалению, фотографии его собак не сохранились. Название породы тентерфилд-терьер было предложено в 1990-е годы телеведущим Доном Берком.

### Развитие породы
В 1991 году группа энтузиастов из штата Южная Австралия сформировала Клуб миниатюрных фокстерьеров Южной Австралии, отделившись от Клуба миниатюрных фокстерьеров Австралии, который действовал уже в течение некоторого времени. В 1992 году они встретились с владельцами этой породы из других штатов, чтобы обсудить будущее клубов. В то время стало очевидно, что существуют различия между внутрипородными типами и следует выбрать предпочтительный, который будет представлять породу миниатюрных фокстерьеров. Кроме того, возникали проблемы с названием «миниатюрный фокстерьер», и угрожали помешать признанию со стороны Австралийского национального кинологического клуба, что было приоритетом для некоторых заводчиков.
Создание Тентерфилд-терьер-клуба Австралии состоялось в январе 1993 года, около 85 % голосов были за новое название породы тентерфилд-терьер, в основном были представлены поклонники породы из штатов Новый Южный Уэльс и Южной Австралии.
В 2002 году тентерфилд-терьер был признан Австралийским национальным кинологическим клубом и помещён в группу пород «Терьеры». Стандарт породы тентерфилд-терьера отличается от стандарта миниатюрного фокстерьера, и хотя их иногда путают, две породы развивались из разных линий разведения в течение некоторого времени и теперь являются отдельными породами.

## Внешний вид
В окрасе тентерфильд-терьера должен доминировать белый цвет. Они могут быть рыже-белого, чёрно-белого, коричнево-белого окрасов, также допускается чёрный или коричневый триколор. Шерсть короткая, плотно прилегает к телу.
Этой породе не характерны преувеличенные черты. Корпус квадратного формата, компактный. Клиновидная голова с пропорциональной длине черепа от затылка до стопа длиной морды. Такие пропорции головы не характерны для пород из группы терьеров.
Тентерфилд-терьер может иметь полустоячие или стоячие уши, последние встречаются чаще. Высота в холке около 28 см. Их уникальной особенностью является врожденная куцехвостость, при этом хвост допускается любой длины.

## Особенности породного поведения
Тентерфилд-терьер — сильный, очень умный, активный, ловкий рабочий терьер. Это универсальная порода, зарекомендовавшая себя как отличный охотник на грызунов и очень любящий и преданный компаньон. Тентерфилд одинаково счастлив и во время охоты на мышей и проводя время вместе с хозяином. Это идеальный компаньон как для детей, так и для пожилых людей.
Тентерфилд-терьер очень дружелюбен с другими домашними животными и часто используется в качестве собаки-компаньона для крупных пород. Они также могут мирно сосуществовать с кошками, но только в том случае, если были приучены к этому со щенячества. Тентерфилд-терьеры прекрасно живут в стае из нескольких особей. Но они настоящие терьеры по темпераменту и в случае угрозы могут проявлять агрессию, чтобы защититься.